# رع

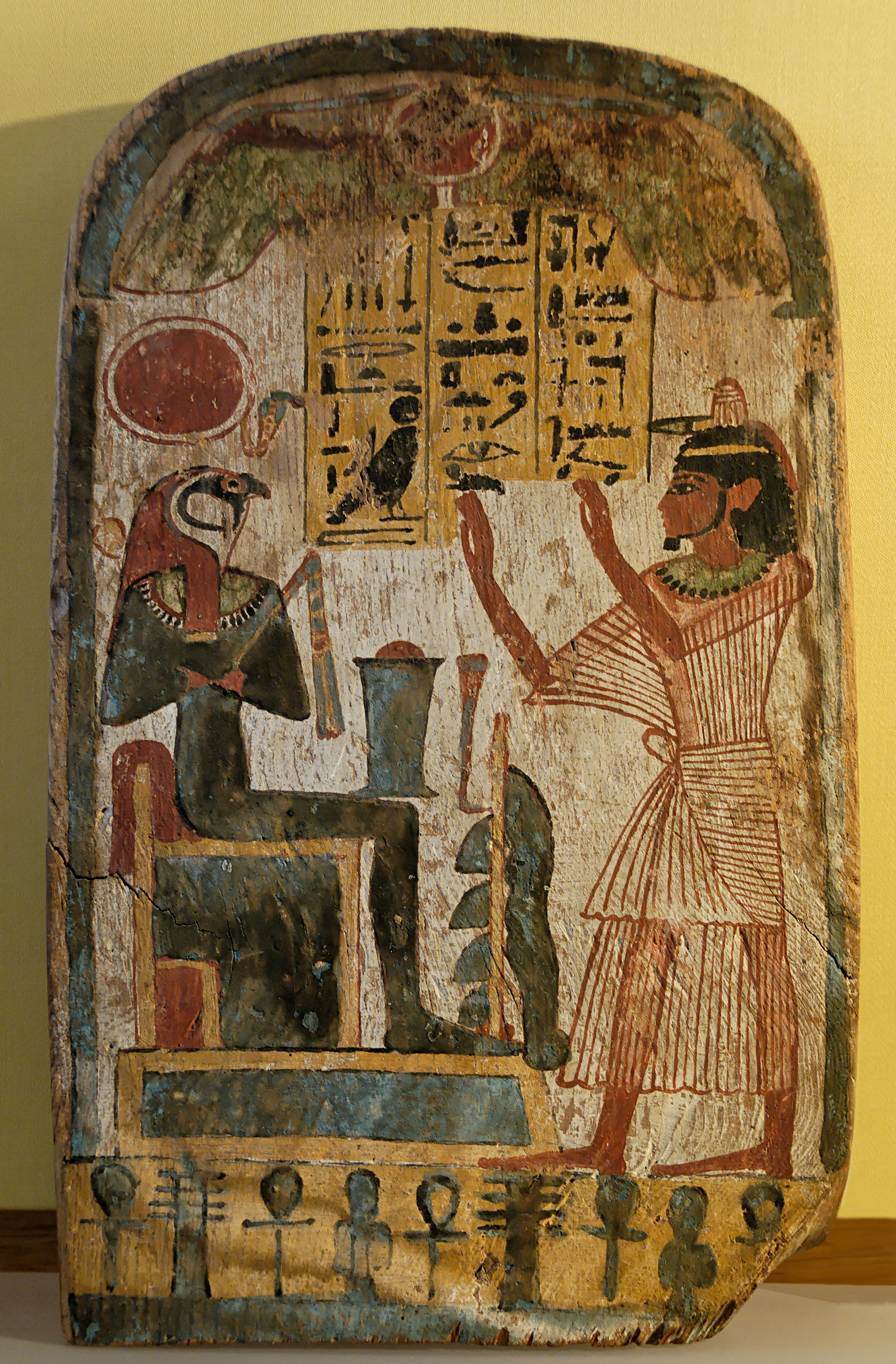
أحد الكهنوت يقدم أواني تحتوي على دهون عطرية إلى الإله "رع-حوراختي". لوحة من عام 900 قبل الميلاد، توجد في متحف اللوفر بفرنسا. (من عهد الأسرة الثانية والعشرين).

رَع هو إله الشمس لدى المصريين القدماء، وقد كان رع إلها رئيسا في الدين المصري القديم في عصر الأسرة الخامسة خلال القرنين 24 و25 قبل الميلاد، وكان يرمز إليه بقرص الشمس وقت الظهيرة.
في عصور لاحقة في تاريخ الأسر المصرية الحاكمة، ضُم (رع) إلى الإله (حورس) ليصير اسمه «رع-حوراختي» بمعني (رع، هو حورس الأٌفقين) - وحورس هو الصقر أو الإله الأعلي والمحيط. وقد كان يعتقد أن رع-حوراختي هو الإله الحاكم في كل أنحاء العالمين: «السماء والأرض» و«العالم السفلي». وقد اتصلت صورة (رع المتحد بحورس) الجديدة بالصقر أو الباز الذي يرمز لحورس. في عصر الدولة الحديثة التي ظهرت في الفترة بين القرنين 16 و 11 قبل الميلاد برز الإله آمون على الساحة لينصهر مع رع كإله متحد وهو «آمون - رع». خلال حقبة العمارنة، قمع الفرعون أخناتون طائفة رع ومذهب «آمون - رع» لصالح دين آخر يدعو لتوحيد الألوهية للشمس نفسها أو «قرص الشمس المُؤله» - آتون، مُعطيا لإلوهيَّة الشمس مكانة أعلى من الآلهة المجردة، ولكن بعد وفاة أخناتون استعادت طائفة رع مكانتها.
كانت طائقة عبادة الثور منيفس، تجسيدا لرع، وتمركزت عبادته في مدينة (أون)، أو (هليوبوليس) وتعني مدينة الشمس كما أسماها الإغريق، وكانت هناك مقبرة رسمية لثيران الأضحية شمال المدينة.
وكان يعتقد أن رع هو من خلق كل أشكال الحياة، وهو الذي أوجد كلًا منها عن طريق استدعائها بأسمائها السرية. ولكنه بدلا من ذلك خلق الإنسان من دموعه وعرقه، وبالتالي أطلق المصريون على أنفسهم «أنعام رع». في أسطورة البقرة السماوية يروي كيف أن البشر تآمروا ضد رع وكيف أنه أرسل عينه متمثله في الإلهة سخمت لمعاقبتهم. فعندما تصبح متعطشة للدماء كانت تهدأ بشرب البيرة الممزوجة بصبغة حمراء.

## اسمه وقرابته
بالهيروغليفية:
| r · a | N5 · Z1 | C2 |
.أو. 
| N5 · Z1 | C2 |
.أو.
| C2 | N5 |
- الاسم = رع
- صفته = إله الشمس
- مركز عبادته = هليوبوليس منذ الأسرة الخامسة، وأثناء الدولة الحديثة أيضا في طيبة.
- أمه: نون (من تاسوع هليوبوليس)
- إبنته = حتحور، وأحيانا تسمى سخمت
- أبنائه= شو، تفنوت، باست، وأحيانا تسمى سخمت
- رموزه: المسلات في هليوبوليس وفي الكرنك، من ضمنها مسلتين من حتشبسوت، واحدة منهما في باريس
- بنى له رمسيس الثاني بهو الأعمدة بالكرنك، وشيد له معبد أبوسمبل.
- أحد الألقاب الملكية كان «ابن رع» (صا-رع)

## اسطورة الدورة اليومية

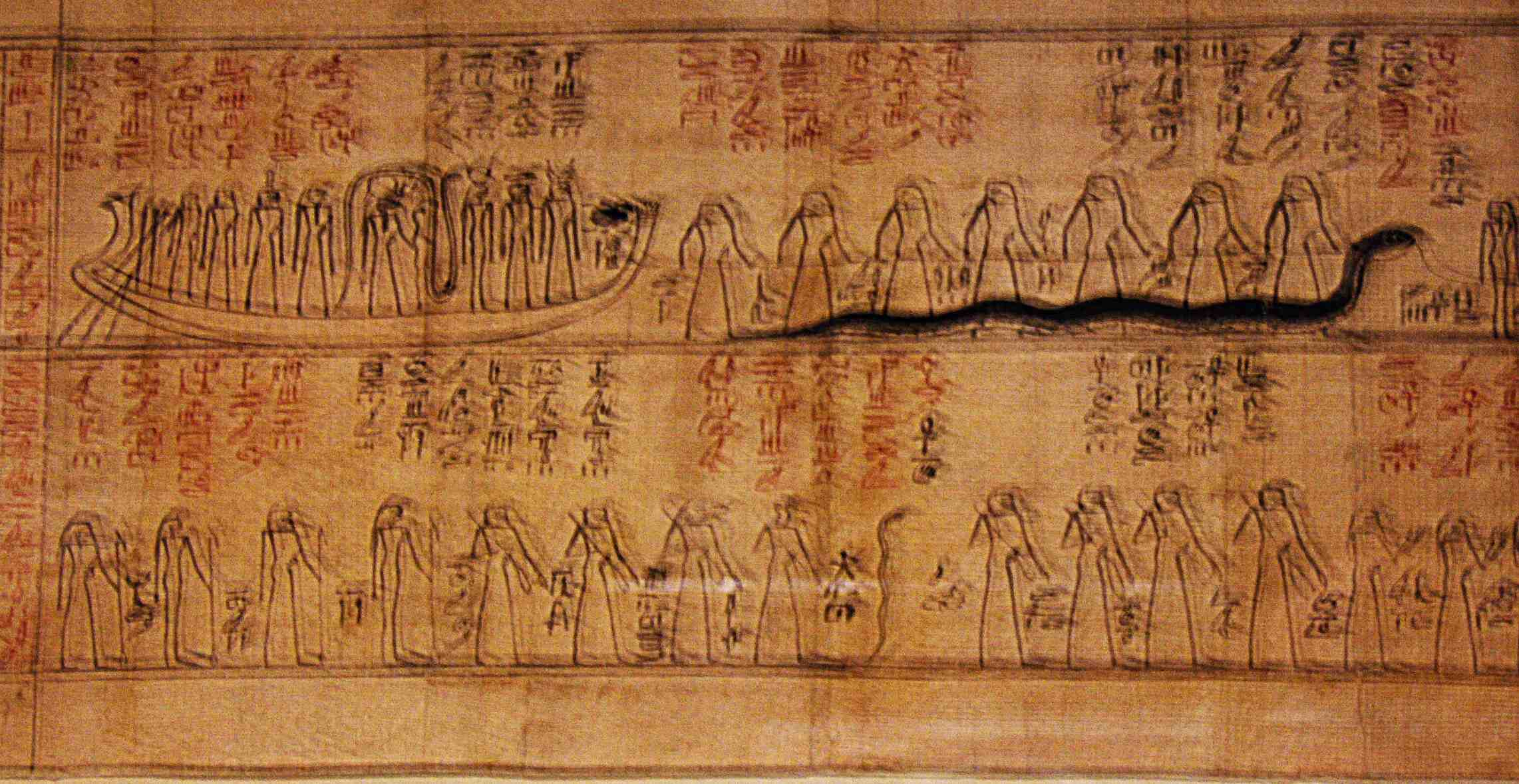
رحلة رع كل ليلة خلال العالم التحتي "دوات" وكفاحه ضد قوى الفوضى هناك لتظهر الشمس في الصباح من جديد على العالم. رع راكب مركب الشمس والأفعى أفوبيس تهرب منه

هذه الأسطورة تشرح كفاح رع كل ليلة ضد قوى الفوضى والشر الممثلة في أفعى كبيرة تسمى أبوفيس حتى تستطيع الشمس (رع) الظهور في الصباح التالي في أعالي السماء.
ويعتبر رع إله الشمس، وعندما تختفي الشمس كل مساء يغير الإله رع طريقة اتقاله ويركب مركبا مقدسا يعبر به النيل تحت الأرض. ويعبر رع خلال تلك الرحلة 12 بوابة تمثل 12 ساعة هي عدد ساعات الليل (من 5 مساء وحتى الخامسة صباحا) في العالم التحتي، ويسمى هذا العام دوات، وهو يقاوم قوى الفوضى والأخطار التي تقابل مركبه الشمسي. ويقوم الإله ست بمساعدته خلال تلك الرحلة حيث يقف على مقدمة المركب ويهدد الأفعى أفوبيس برمحه حتى لا تقترب. وبعد تلك الرحلة كل ليلة في العالم التحتي يعود رع إلى الظهور من جديد ويلقي بأشعته التي تمنح الحياة على البشر على سطح الأرض. هذا البعث لرع الممثل في ظهور الشمس كل صباح اعتبره المصري القديم كبعث للإنسان وعلامة على أنتصار الإله رع على قوي الفوضى خلال رحلته الليلية.
وتذكر البوابات الإثنى عشر بالألوان على توابيت الموتى وكل باب منها ينتمي إلى ساعة محددة من ساعات الليل.
وتشكل هذا الصراع بين رع والحية أفوبيس كل مساء منذ غياب الشمس في المساء وظهورها كل صباح أسطورة الدورة اليومية في المثولوجيا المصرية القديمة.

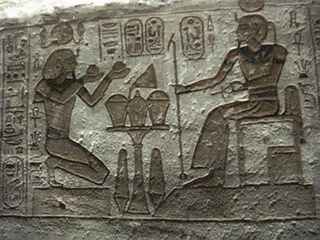
من معبد أبو سمبل، رع يقدم قرابين إلى رع.

ظهرت عبادة رع (الشمس) في هليوبوليس في الشمال وارتبطت به عودة الدورة اليومية، ورمز له أحيانا ب رع-حوراختي (حورس وعلى رأسه قرص الشمس) خلال الاسرة الخامسة وبنيت له المعابد في عين شمس وفي أبوصير. ومن أهم رموزه المسلات التي كانت تشيد تكريما له وتطلى قمتها بالذهب. وصلت عبادة رع بعد ذلك إلى طيبة وأقيمت له عدة معابد هناك وعدة مسلات، وكان من ضمن ألقاب الملك الدائمة لقب «ابن رع». كما بنى له رمسيس الثاني معبد أبو سمبل.

## في الثقافة المعاصرة
تم تصوير الإله رع في الفيلم الأمريكي ستارجيت في عام 1994.